# Gianmario Gabetti
Gianmario Gabetti (Torino, 28 febbraio 1951) è un imprenditore e dirigente sportivo italiano.

## Biografia
Erede di una famiglia di imprenditori che aveva già avuto a che fare con il mondo della pallacanestro (la Gabetti era stata sponsor della Pallacanestro Cantù dal 1977 al 1980), fu presidente dell'Olimpia Milano dal 1982 al 1994. Il gruppo Gabetti aveva infatti acquisito la proprietà della società nel 1980, dopo l'era di Adolfo Bogoncelli; Gianmario divenne unico proprietario nel 1989, acquisendo le quote del padre Giovanni e del fratello Elio.
Sotto la sua presidenza (fu presidente effettivo dal luglio 1982, subentrando al dimissionario Alessandro Alessandri) si concretizzò uno storico ciclo vincente dell'Olimpia: effettuò dei veri e propri "colpi di mercato" come Dino Meneghin, Antoine Carr, Bob McAdoo, Joe Barry Carroll. In quegli anni la squadra milanese conquistò cinque campionati italiani, due Coppe dei Campioni, una Coppa Intercontinentale, una Coppa Korać, due edizioni della Coppa Italia. 
Il suo nome figura nella Hall of Fame dell'Olimpia Milano.